# Frullania hattoriana
Frullania hattoriana là một loài Rêu trong họ Jubulaceae. Loài này được J.D. Godfrey & G. Godfrey mô tả khoa học đầu tiên năm 1980.